# Zaommoencyrtus
Zaommoencyrtus is een geslacht van vliesvleugeligen uit de familie Encyrtidae. De wetenschappelijke naam van dit geslacht is voor het eerst geldig gepubliceerd in 1916 door Girault.

## Soorten
Het geslacht Zaommoencyrtus omvat de volgende soorten:
- Zaommoencyrtus abaris (Trjapitzin, 1967)
- Zaommoencyrtus academus (Trjapitzin, 1967)
- Zaommoencyrtus brachytarsus Xu & He, 1998
- Zaommoencyrtus emetzi Khlopunov, 1981
- Zaommoencyrtus liaoi (Trjapitzin, 1962)
- Zaommoencyrtus noyesi Hayat, 2010
- Zaommoencyrtus submicans Girault, 1916